# Chachoengsao (provincie)
Chachoengsao is een provincie in het oosten van Thailand. In december 2002 telde de provincie 649.758 inwoners. Chachoengsao was daarmee naar inwonertal de 37e provincie in Thailand. Met een oppervlakte van 5351 km² is Chachoengsao in omvang de 35e provincie van Thailand. Chachoengsao bestaat voornamelijk uit vlak land met heuvels in het oosten.
De provincie ligt ongeveer 82 kilometer van Bangkok en heeft in het zuiden een kustlijn van 12,2 kilometer aan de Golf van Thailand. Chachoengsao grenst in het noorden en oosten aan de provincies Chantaburi en Sa Kaew, in het noorden en westen aan de provincies Nakhon Nayok, Bangkok en Samut Prakan, en in het zuiden aan de provincie Chonburi.
Chachoengsao kent veel industrie en landbouw. Door de provincie loopt een spoorlijn van de Thaise Staatsspoorwegen, van Amphoe Aranya Prathet naar Bangkok, met een aftakking naar Chonburi en Pattaya. Ook loopt een gedeelte van de hoofdweg Sukhumvit door deze provincie.

## Provinciale symbolen
|  | Het provinciale zegel van Chachoengsao toont de hoofdzaal van de Sothornvararamvoraviharntempel. In die tempel staat het belangrijkste Boeddhabeeld van de provincie, Luang Por Buddha Sothorn. De provinciale boom is Peltophorum dasyrachis. De provinciale bloem is Peltophorum pterocarpum. |

## Klimaat
De gemiddelde jaartemperatuur bedraagt 29 graden.

## Politiek

### Bestuurlijke indeling
De provincie is onderverdeeld in 10 districten (Amphoe) en 1 subdistrict (King Amphoe), die weer onderverdeeld zijn in 93 gemeenten (tambon) en 859 dorpen (moobaan).
| Amphoe \| 1. Mueang Chachoengsao 2. Bang Khla 3. Bang Nam Priao 4. Bang Pakong 5. Amphoe Ban Pho \| 1. Phanom Sarakham 2. Ratchasan 3. Sanam Chai Khet 4. Plaeng Yao 5. Tha Takiap \| | King Amphoe 1. Khlong Khuean                                                   |  |
| 1. Mueang Chachoengsao 2. Bang Khla 3. Bang Nam Priao 4. Bang Pakong 5. Amphoe Ban Pho                                                                                                | 1. Phanom Sarakham 2. Ratchasan 3. Sanam Chai Khet 4. Plaeng Yao 5. Tha Takiap |  |